# João Ânio de Viterbo
João Ânio de Viterbo (ou Annio de Viterbo, em latim: Joannes Annius Viterbiensis; 5 de janeiro de 1437 – 13 de setembro de 1502) foi um escolástico, historiador e frade dominicano italiano, nascido com o nome Giovanni Nanni (Nenni) em Viterbo.
É hoje considerado um impostor, que falsificou documentação antiga, em particular Beroso.

## Obra

### Antiquitatum variarum
Annio é sobretudo conhecido pelos 17 volumes de Antiquitatum variarum, nome abreviado de "Commentaria super opera diversorum auctorum de antiquitatibus loquentium" também conhecidos como Antiguidades de Annio,
onde cita diversos autores da Antiguidade, como por exemplo Beroso, Megastenes, etc., em obras dadas como perdidas, mas que afirmava ter encontrado em Mântua.
Foi muito criticado desde início, e em Portugal por André de Resende e Gaspar Barreiros, mas influenciou obras em Portugal e Espanha durante os séculos seguintes, até final do Séc. XVIII. Em particular, influenciou decisivamente Florián de Ocampo, Antonio de Nebrija, em Espanha, e em Portugal, especialmente Bernardo de Brito e a sua parte da Monarchia Lusytana. Considera-se que o seu descrédito final foi conduzido pela argumentação do francês Joseph Justus Scaliger.

Apesar de tudo, a sua influência permitiu recolher referências dispersas e juntá-las: 
Parte importante deste labor vinha sendo construído por todos quantos reconheciam credibilidade ao já mencionado João Ânio de Viterbo (Giovanni Nanni) e aos seus Commentaria, desde logo
polémicos, por impender sobre o seu autor a acusação de os ter elaborado a partir de informações de autenticidade duvidosa. No entanto, a fortuna da obra foi enorme, pois fazia as delícias de historiadores e genealogistas, naturalmente entusiasmados pelo filão de autores e textos que lhes era oferecido.

## Vida
Entrou na Ordem dos Dominicanos ainda novo, e obteve o grau de Mestre em Teologia em Santa Maria sopra Minerva, onde ensinou até 1466.
Era bastante considerado pelo Papa Sisto IV, e depois por Alexandre VI; que o fez Mestre do Palácio Sagrado em 1499.